# (6350) Schluter
(6350) Schluter es un asteroide perteneciente al cinturón de asteroides, región del sistema solar que se encuentra entre las órbitas de Marte y Júpiter.
Fue descubierto el 17 de octubre de 1960 por Cornelis Johannes van Houten y Tom Gehrels desde el observatorio Palomar.

## Designación y nombre
Designado provisionalmente como 3526 P-L fue llamado así por Andreas Schlüter (c. 1660-1714), escultor y arquitecto alemán. La mayor parte de su trabajo se encuentra en Berlín y su estilo era barroco del norte de Alemania. Sus obras maestras incluyen el sarcófago de la reina Sofía Carlota y el rey Federico I, así como la estatua ecuestre de Federico Guillermo, el gran elector.

## Características orbitales
(6350) Schluter está situado a una distancia media del Sol de 3,116 ua, pudiendo alejarse hasta 3,428 ua y acercarse hasta 2,804 ua. Su excentricidad es 0,100 y la inclinación orbital 11,466 grados. Emplea 2009,30 días en completar una órbita alrededor del Sol.

## Características físicas
La magnitud absoluta de (6350) Schluter es 12,39. Tiene 21,930 km de diámetro y su albedo se estima en 0,053.